# Wolfgang Amadeus Mozart
Wolfgang Amadeus Mozart (n. 27 ianuarie 1756, Salzburg, Austria – d. 5 decembrie 1791, Viena, Monarhia Habsburgică) a fost un compozitor austriac, unul dintre cei mai prodigioși și talentați creatori în domeniul muzicii clasice. Anul 2006, cu ocazia jubileului a 250 de ani de la nașterea compozitorului, în Austria și Germania a fost cunoscut ca „Anul muzical Mozart”.

## Biografie
Wolfgang Amadeus Mozart (născut Johannes Chrysostomus Wolfgangus Theophilus Mozart) s-a născut la 27 ianuarie 1756 la Salzburg, pe atunci capitala unui principat-arhiepiscopat (germ. Fürstbistum) ce făcea parte din Sfântul Imperiu Roman de Națiune Germană (după 1804 devenit Imperiul Austriac). Tatăl său, Leopold Mozart, a fost un talentat violonist în orchestra de la curtea principelui-arhiepiscop de Salzburg, apreciat și pentru aptitudinile sale pedagogice. 
În registrul de botez, Mozart a fost înregistrat cu prenumele: Johannes Chrysostomus Wolfgangus Theophilus, în care Johannes Chrysostomus este numele latinizat al sfântului Ioan Gură de Aur. Mai târziu, în Italia, și-a luat numele de Amadeus, traducerea în latină a numelui grecesc Theophilus („Iubitor de Dumnezeu”). În funcție de locul unde dădea spectacole, a folosit și varianta germană Gottlieb, cea italiană Amadeo și cea franceză Amadé.
Încă de mic copil, Mozart dă dovada geniului său muzical. La vârsta de 5 ani, înainte de a ști să scrie, compune câteva piese pentru pian, transcrise imediat de tatăl său. În ianuarie 1762, Leopold Mozart obține de la arhiepiscopul Sigismund von Schrattenbach un concediu de trei săptămâni, pentru „a arăta lumii acest miracol”. Turneul a durat în realitate 9 ani. Prima apariție are loc la München, unde Wolfgang cântă la clavecin în fața prințului elector de Bavaria, după care familia Mozart pleacă la Viena, tânărul Wolfgang concertând în fața familiei imperiale. Urmează un lung turneu european: Augsburg, Aachen, Bruxelles, Paris și Versailles. Rămâne un an la Londra, apoi se întoarce în Austria, trecând prin Franța, Elveția și Bavaria. Între decembrie 1769 și martie 1771 întreprinde un lung turneu în Italia: Verona, Milano, Florența, Roma și Napoli au fost principalele stațiuni de concerte. Peste tot, publicul era fascinat de talentul acestui copil precoce, între timp devenit adolescent.

### În serviciul curților princiare
Familia Mozart revine la Salzburg la 15 decembrie 1771. Wolfgang împlinește 16 ani și pleacă pentru câteva luni la Bologna, unde studiază cu Giovanni Battista Martini (1706-1784), un renumit pedagog în arta compoziției. La întoarcere este angajat ca maestru de concert (Konzertmeister) de către noul arhiepiscop din Salzburg, Hieronymus von Colloredo, cu un salariu de 150 de guldeni pe an, ceea ce constituia o sumă apreciabilă. În această funcție rămâne timp de șase ani, deși relațiile cu noul arhiepiscop nu sunt din cele mai bune, acesta tratându-l ca angajat și interzicându-i să părăsească orașul Salzburg. Nemaiputând suporta aceste conveniențe sociale, Wolfgang Amadeus Mozart și-a dat demisia în 1777 și a plecat, însoțit de mama sa, la München, unde a solicitat un angajament la curtea principelui elector Maximilian al III-lea. Acesta însă îl refuză. După o altă tentativă nereușită la Mannheim, se hotărăște să-și încerce soarta la Paris, unde - în timpul turneului din 1763 - avusese mult succes. Publicul parizian nu-și mai amintea însă de copilul minune de atunci și Mozart se lovește de multe greutăți. La toate acestea se adaugă moartea mamei, care îl însoțise peste tot. Starea lui morală se ameliorează cu greu, compozițiile sale încep să fie apreciate la curțile domnești. Lipsurile materiale îl constrâng totuși să părăsească Parisul și iată-l la 15 ianuarie 1779 din nou la Salzburg, unde rămâne doi ani. Între timp compune opera Idomeneo, cu care înregistrează un mare succes. Se decide totuși în 1781 să plece la Viena, capitala imperiului.

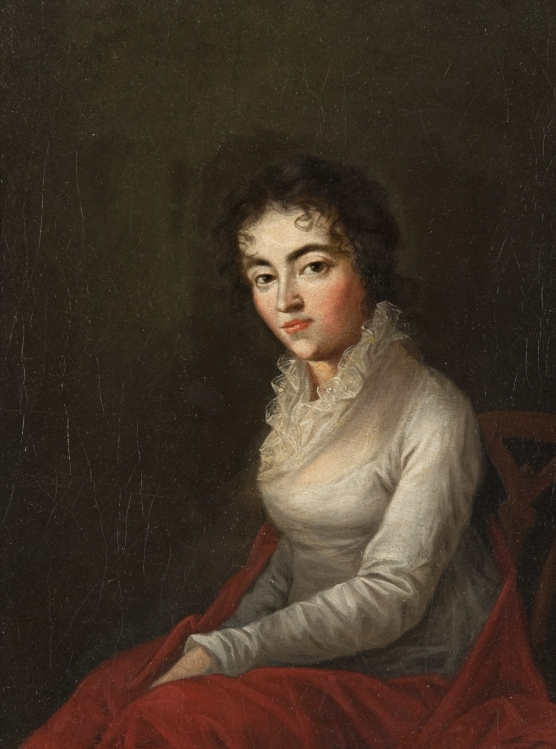
Constanze Mozart. Portret de Joseph Lange din 1782.

Viena era în acea epocă capitala mondială a muzicii clasice. Mozart se simte în sfârșit independent și își creează un cerc de relații, conștient de faptul de a fi un virtuoz fără egal al pianului. Înregistrează primul mare succes cu opera Răpirea din serai, fiind felicitat de însuși împăratul Iosif al II-lea cu cuvintele: o muzică prea frumoasă pentru urechile noastre. Mozart dă numeroase concerte publice și private, executând din propriile compoziții, improvizează spontan pe teme date, aplauzele nu contenesc, publicul este în extaz. Redescoperă operele lui Bach și Händel, pe care le face cunoscute publicului vienez.
La 4 august 1782 s-a căsătorit cu Constanze Weber. La 1785 a fost vizitat de tatăl său, Leopold, care - până atunci foarte reticent - constată cu satisfacție reușita fiului său. A fost încântat să audă din gura lui Joseph Haydn: "Fiul Dumneavoastră este cel mai mare compozitor pe care l-am cunoscut". La sfârșitul unui concert în Burgtheater, după interpretarea concertului nr. 20 pentru pian, împăratul Iosif al II-lea - prezent în sală - s-a ridicat în picioare agitându-și pălăria și strigând "Bravo Mozart!". În această perioadă Mozart compune într-un ritm neobișnuit, lucrează cu obstinație la cvartete dedicate lui Haydn și la opera Nunta lui Figaro, după o piesă a lui Pierre Beaumarchais, operă revoluționară, ca muzică și conținut istoric, reușind să depășească dificultățile din partea nobilimii.

### Ultimii ani
În timp ce Mozart termină compoziția operei Don Giovanni, tatăl său se îmbolnăvește și moare la 28 mai 1787. Leopold a jucat un rol important în educația muzicală a fiului său, instruindu-l încă din copilărie și contribuind astfel la dezvoltarea geniului muzical al lui Mozart.

Mozart împreună cu sora sa Maria Anna și tatăl Leopold, pe perete un portret al mamei, Anna Maria - Tablou de Johann Nepomuk della Croce, 1780

Între 1784 și 1786, Mozart realizează în medie o compoziție la fiecare două săptămâni, cele mai multe adevărate capodopere. Premiera operei Don Giovanni are loc la Praga și este primită de public cu entuziasm. Urmează opera Così fan tutte, reprezentată cu mai puțin succes. Mozart pierde treptat din popularitate, între timp murise și protectorul său, împăratul Iosif al II-lea, cel care îl numise "compozitor al curții imperiale".
În martie 1790 a susținut ultimul său concert public, interpretând concertul pentru pian KV 595. A compus de asemenea opera Flautul fermecat, cu care a obținut un mare succes. Începând din luna noiembrie 1791 sănătatea lui Mozart s-a degradat progresiv. Se pare că suferea de o febră reumatismală recurentă, cu insuficiență renală.
Cauza decesului nu este clară. Diagnosticul medicului constatator a fost hitziges Frieselfieber („febră cu eczemă”). Alte cauze asupra cărora s-a speculat au fost febră reumatică, sifilis, trichineloză, Purpura Schönlein-Henoch („hiperemie generalizată”), congestie renală, insuficiență cardiacă și venisecție. Probabil cauza morții lui Mozart trebuie căutată într-o boală contractată în timpul copilăriei sale. Medicina modernă tinde spre o infecție cu streptococi, care nu a fost tratată în mod adecvat, și ca urmare s-a produs o insuficiență cardiacă și care a antrenat și afectarea altor organe. 

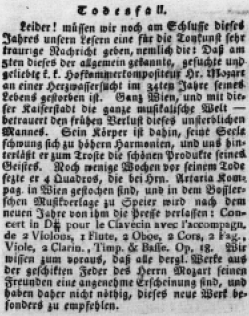
Necrologul lui Mozart în Notenblätter zur musikalischen Korrespondenz der teutschen filarmonischen Gesellschaft din 28 decembrie 1791

Speculațiile nu au lipsit, suspectându-se o otrăvire pusă la cale de rivalii lui, cum ar fi fost Antonio Salieri. Versiunea a devenit celebră și datorită filmului lui Milos Forman, Amadeus, care a câștigat nu mai puțin de 8 Premii Oscar. La 4 decembrie starea lui se ameliorează trecător, mai lucrează la compoziția Requiemului, pe care însă nu va reuși să-l termine. Există mărturii că Requiemul a fost comandat compozitorului de o persoană necunoscută, care i-a venit în vizită fiind îmbrăcată în straie de culoare neagră. Persoana a fost mai târziu identificată. Acesta era un slujitor al unui conte vestit. Contele, pe numele Welsegg, avea intenția de a se interpreta Requiemul compus de Mozart cu ocazia încetării din viață a soției sale, reclamând creația drept o compoziție proprie. Despre această întâmplare Mozart nu a mai aflat. El era convins că muzica și-o scrie pentru propria sa moarte. În ziua de 5 decembrie 1791, viața scurtă a lui Wolfgang Amadeus Mozart se stinge pentru totdeauna. Avea numai 35 de ani. După un scurt serviciu divin la Catedrala Sfântul Ștefan din Viena (Stefansdom), trupul neînsuflețit al lui Mozart este dus fără un cortegiu de însoțitori (cu toate că a avut parte de un succes imens în timpul vieții, din cauza vremii nefavorabile, foarte puține persoane ce l-au cunoscut pe Mozart au însoțit cortegiul), la cimitirul Sankt Marx. Mottoul lui a fost: „Mă simt cuprins de muzică. Muzica este în mine.”

## Opera muzicală

Monumentul Mozart din Burggarten, Viena

În scurta sa viață, Wolfgang Amadeus Mozart a compus un număr enorm de opere muzicale, cele mai multe neegalate în frumusețe sau profunzime. În 1862 Ludwig von Köchel a clasificat și catalogat compozițiile lui Mozart, fiind numerotate cu mențiunea KV (Köchel-Verzeichnis = catalogul Köchel). Ultima sa creație, Recviemul în re minor, are numărul 626.
Mozart a fost autorul a 41 de simfonii, printre care sunt de menționat Simfonia nr. 35 Haffner, nr. 36 Linz, nr. 40 și nr. 41 Jupiter.
A compus 27 concerte pentru pian și orchestră, 7 concerte pentru vioară și orchestră, concerte pentru clarinet, pentru harpă și flaut, pentru corn și orchestră, 2 simfonii concertante, divertismente, serenade.
În domeniul muzicii de cameră sunt de menționat cele 6 cvartete pentru coarde dedicate lui Haydn, sonate pentru pian, sonate pentru vioară și pian, triouri pentru vioară, violoncel și pian, cvartete pentru instrumente de suflat, sextetul O glumă muzicală etc.
Pasionat de operă, a compus 17 opere, dintre care cele mai cunoscute, jucate și astăzi pe scenele tuturor teatrelor de operă din lume, sunt: Răpirea din Serai, Nunta lui Figaro, Don Giovanni, Cosi fan tutte, Flautul fermecat.
A mai compus 19 mise, cantate, motete pentru soprană și orchestră, oratoriul "Die Schuldigkeit des ersten Gebots" și, în fine, Recviemul în re minor.
„Geniul său excepțional îl situează mai presus de oricare maestru, în toate domeniile artei și în toate timpurile”—Richard Wagner

## Imagini cu Mozart
Există 25 imagini autentice cu W.A.Mozart și 17 false.
Cel mai cunoscut portret autentic al lui Mozart a fost creat de pictorița austriacă Barbara Krafft (1764-1825) în anul 1819, la 28 de ani după decesul compozitorului. A luat ca model chipul lui Mozart pictat de austriacul Johann Nepomuk della Croce (1736-1819) în anul 1781 (Mozart avea atunci 25 ani), într-o scenă familială, în care mai apare Leopold Mozart (tatăl lui Amadeus, la 62 de ani), mama Anna Maria (deja decedată, prezentă într-un tablou pe un perete) și sora Maria Anna („Nannerl”, la 30 de ani).
Imagini ale lui W.A.Mozart sunt imprimate și pe celebrul Mozartkugel, preparat exclusiv la Salzburg. Acesta este un confet mic, rotund, dulce, făcut din fistic, marțipan și nuga, învelit în ciocolată neagră.